# Pustowity (obwód połtawski)
Pustowity (ukr. Пустовіти) – wieś na Ukrainie, w obwodzie połtawskim, w rejonie krzemieńczuckim. W 2001 roku liczyła 67 mieszkańców.